# Sergio Gutiérrez Prieto
Sergio Gutiérrez Prieto (ur. 11 lipca 1982 w Escalonie) – hiszpański polityk i prawnik, deputowany do Parlamentu Europejskiego VII i VIII kadencji, poseł do Kongresu Deputowanych.

## Życiorys
Ukończył studia prawnicze na Uniwersytecie Complutense w Madrycie. Od piętnastego roku życia zaangażowany w działalność Juventudes Socialistas de España, organizacji młodzieżowej Hiszpańskiej Socjalistycznej Partii Robotniczej (PSOE). Pełnił w niej szereg funkcji we władzach lokalnych, regionalnych i krajowych, dochodząc w 2007 do stanowiska sekretarza generalnego, które zajmował do 2012.
W wyborach w 2009 bez powodzenia kandydował z listy PSOE do Parlamentu Europejskiego. Mandat europosła objął rok później, zastępując Magdalenę Álvarez. Przystąpił do grupy Postępowego Sojuszu Socjalistów i Demokratów. W 2014 został wybrany na kolejną kadencję Europarlamentu.
W wyborach w kwietniu 2019, listopadzie 2019 i 2023 uzyskiwał natomiast mandat posła do Kongresu Deputowanych.